# Sahur

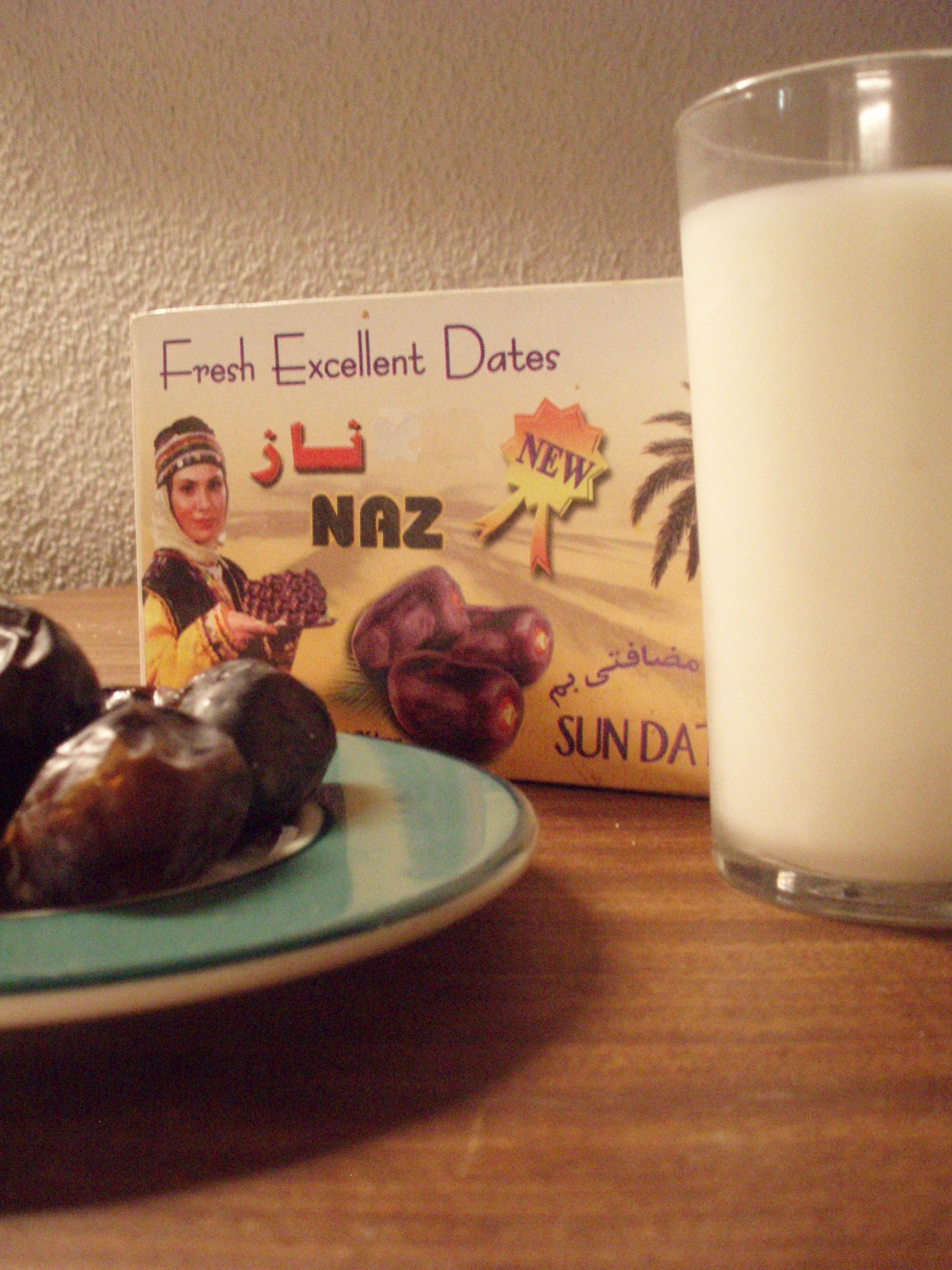
Exemple de sahur avant le lever du soleil.

Le sahur est le repas de l'aube (arabe : سَحُورٌ, qui signifie « médianoche »), généralement léger, que prennent les musulmans juste avant l'aube durant le mois de ramadan, afin de mieux se préparer physiquement au jeûne.
La différence entre les termes "Suḥūr" et "Saḥūr"  
• "Suḥūr" désigne l'action (manger en fin de nuit avant le jeûne)
• "Saḥūr" désigne ce avec quoi on le fait (la nourriture et la boisson prises à ce moment) 
La pratique du suhur est considérée comme surérogatoire dans l'islam, c'est-à-dire que le musulman n'est pas tenu de le faire, mais qui reste néanmoins souhaitable. Le Sahih al-Bukhari contient un hadith dans lequel Anas ibn Malik rapporte que le Prophète Mahomet prônait le repas de l'aube qu'il qualifia de « béni ».